# Мстислав Келдыш (фильм)
«Мстислав Келдыш» — советский документальный фильм 1980 года  о крупнейшем деятеле советской науки, видном государственном деятеле, блестящем теоретике Мстиславе Келдыше.

## Содержание
В фильме использованы материалы Центрального государственного архива кинофотодокументов СССР, Госфильмофонда СССР, Академии наук СССР, Центрального аэрогидродинамического института им. проф. Н.Е. Жуковского, Центрального государственного архива звукозаписи СССР. О Мстиславе Келдыше рассказывает его вдова, сестра и брат. Своими воспоминаниями делятся академики Г.И. Петров, Ю.Н. Парийский, А.М. Петросянц, Г.И. Марчук, А.П. Александров, Б.Е. Патон, М.Л. Галлай, его коллеги по работе Д.Е. Охоцимский, Т.М. Энеев, Н.А. Шило, В.А. Егоров, Л.С. Попов. 

## Кинолетопись
Испытания моделей самолетов в Центральном аэрогидродинамическом институте. Выборы президента Академии наук СССР в 1961 году, заседание президиума АН СССР. М.В. Келдыш с академиком П.Л. Капицей. Подготовка собаки Лайки к полёту в космос, выступление Келдыша на пресс-конференции в связи с полетом Ю. А. Гагарина в космос на корабле «Восток-1» и Г.С. Титова на корабле «Восток-2». М.В. Келдыш и С. П. Королёв у космического корабля в одной из научных лабораторий. Виды Киева, Днепра. Пребывание Келдыша в Магаданской области в бассейне реки Колымы, в долине реки Бёрёлёх, посещение прииска Экспериментальный, беседа Келдыша с рабочими на прииске, посещение Камчатки. Келдыш на космодроме, на пресс-конференции по случаю посадки на Луну автоматической станции «Луна-9», выступление Келдыша на XXIII съезде КПСС, на симпозиуме по солнечно-земной физике, награждение М .В. Келдыша золотой звездой Героя Социалистического Труда, вручение Келдышу диплома почётного академика, встреча Келдыша с премьер-министром Индии Джавахарлалом Неру, подписание соглашения с Академией наук Кубы. 

## Съёмочная группа
- Авторы сценария: Аркадий Красильщиков, Геннадий Распопов
- Режиссёр: Геннадий Распопов
- Оператор: Геннадий Мякишев
- Консультанты: Алексей Забродин, Николай Чинцов
- Композитор: Евгений Ботяров
- Текст читает: Алексей Консовский
- Редакторы: Г. Духовская, Т. Тихомирова
- Редактор кинолетописи: Л. Широкова
- Звукооператор: К. Никитин
- Оператор комбинированных съёмок: З. Громова
- Художник: В. Кольцов
- Монтажёр: В. Соловьёва
- Директор картины: Н. Усачёв